# Med-Jets-Flug 056
Med-Jets-Flug 056 (ICAO: MTS056) war ein MedEvac-Ambulanzflug auf dem Weg nach Mexiko. Die Maschine stürzte am 31. Januar 2025 kurz nach dem Start vom Regionalflughafen Northeast Philadelphia Airport in Philadelphia ab.

## Flugverlauf
Der Learjet 55 startete um 18:06 Uhr Ortszeit vom Regionalflughafen Northeast Philadelphia Airport. An Bord waren sechs Mexikaner, darunter ein Mädchen mit ihrer Mutter. Etwa 40 Sekunden nach dem Start stürzte das Flugzeug aus einer Höhe von 1650 Fuß (etwa 500 Meter) laut ADS-B-Tracking mit einer Sinkrate von 11.000 Fuß (etwa 3350 Meter) pro Minute in den Vorort in der Nähe der Roosevelt Mall. Alle sechs Menschen an Bord starben und am Boden wurde mindestens eine Person getötet, mehrere durch Trümmer und Feuer schwer verletzt.
Die zweistrahlige Maschine sollte auf dem Weg zur Pazifikküste in Kansas zwischenlanden und hatte eine entsprechende Menge Treibstoff an Bord. Beim Absturz erfassten zahlreiche Überwachungsvideoaufnahmen von Autos und Häusern den Feuerball beim Aufschlag.

## Flugzeug
Der verunglückte Learjet 55 wurde 1982 mit der Seriennummer 55-032 gefertigt. Zur Zeit des Unfalls wurde die Maschine von Jet Rescue Air Ambulance mit dem Kennzeichen XA-UCI betrieben.

## Ermittlungen
Das NTSB gab bekannt, die Unfallermittlungen zu leiten und gemeinsam mit der FAA durchzuführen. Am 2. Februar 2025 wurden die Stimmenrekorder sowie das GPWS der Maschine geborgen und nach Washington, D.C. in ein NTSB-Labor gebracht. Am 6. März gab das NTSB in einem vorläufigen Bericht über den Absturz bekannt, dass die Stimmenrekorder den Flug nicht aufgezeichnet hatten und wahrscheinlich seit mehreren Jahren nicht funktionsfähig gewesen waren.

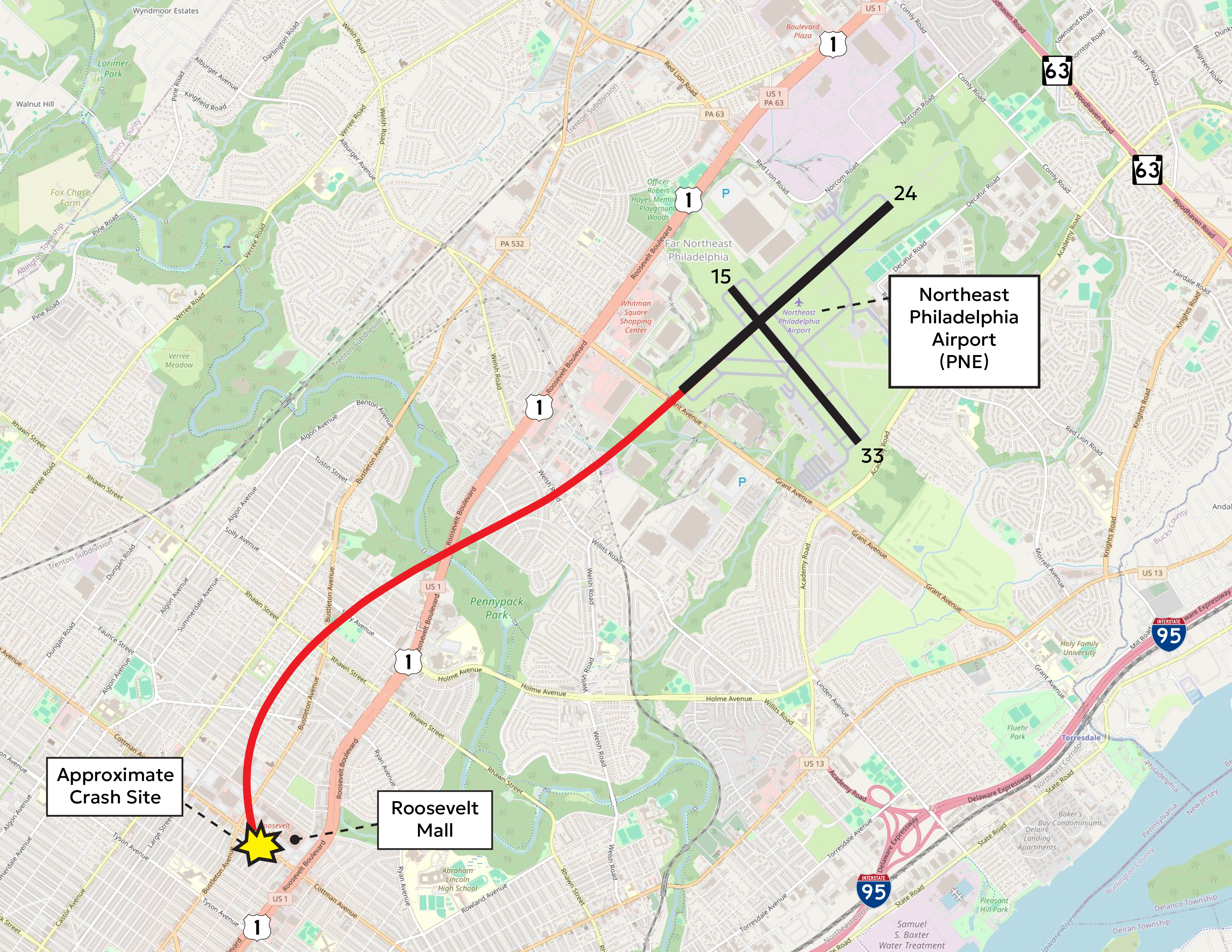
Karte der Flugroute